# Bryconamericus turiuba
Bryconamericus turiuba är en fiskart som beskrevs av Langeani, Lucena, Pedrini och Tarelho-pereira 2005. Bryconamericus turiuba ingår i släktet Bryconamericus och familjen Characidae. Inga underarter finns listade.